# ديرك بورمان
ديرك بورمان (بالألمانية: Dirk Bauermann)‏ مواليد 10 ديسمبر 1957، هو لاعب كرة سلة ألماني سابق بدأ مسيرته الاحترافية في سنة 1975. درب منتخب ألمانيا لكرة السلة.

## روابط خارجية
- ديرك بورمان على موقع أوليمبيديا (الإنجليزية)